# شچوچینسک، قزاقستان
شچوچینسک (به قزاقی: Щучинск، ششۋچينسك) شهری در استان آق‌مولا کشور قزاقستان است که در سرشماری سال ۲۰۰۸ میلادی، ۵۰۱۲۸ نفر جمعیت داشته است و از سال ۱۹۳۹ میلادی به‌عنوان شهر شناخته می‌شده است.